# Comuna Levkovîci, Ovruci
Levkovîci (în ucraineană Левковицька сільська рада) este o comună în raionul Ovruci, regiunea Jîtomîr, Ucraina, formată din satele Levkovîci (reședința), Levkovîțkîi Mlînok și Ostrovî.

## Demografie
Componența lingvistică a comunei Levkovîci
     Ucraineană (99,62%)
     Alte limbi (0,37%)
Conform recensământului din 2001, majoritatea populației comunei Levkovîci era vorbitoare de ucraineană (99,62%), existând în minoritate și vorbitori de alte limbi.